# Маркес, Франсия
Франсия Элена Маркес Мина (исп. Francia Elena Márquez Mina; род. 1 декабря 1982, Суарес) — афроколумбийский общественный деятель, выступающий за права человека и в защиту окружающей среды в Колумбии. Вице-президент Колумбии с 7 августа 2022 года.

## Биография
Родилась в деревне Йоломбо, принадлежащей к муниципалитету Суарес на севере департамента Каука, с населением преимущественно африканского происхождения. Стала активисткой в 13-летнем возрасте, когда строительство плотины угрожало её общине. Изучала право в университете Сантьяго-де-Кали.
Франсия Маркес, мать-одиночка двоих детей, стала лидером борьбы афроколумбийской общины Ла-Томе против наступления на её права и земли со стороны транснациональных корпораций. Начавшийся при её участии в 2009 году процесс сопротивления предотвратил насильственное выселение местных жителей с этой территории.
В 2013 году стала членом Общинного совета Ла-Тома, куда входила до 12 декабря 2016 года. Участвовала в мирном процессе в Колумбии, была приглашена на переговоры правительства с группировкой ФАРК на Кубе. Также широко известна как феминистическая активистка.
В 2018 году она была награждена Премией Голдманов в области охраны окружающей среды за её работу по пресечению незаконной добычи золота в её общине Ла-Тома и организацию марша протеста с участием 80 женщин, которые преодолели 350 миль до столицы Боготы, чтобы потребовать устранения всего незаконного горнорудного оборудования с их территории.
За свою деятельность неоднократно получала угрозы расправы и подвергалась вооружённому насилию, из-за чего в конце 2014 года была вынуждена покинуть свои родные места. 4 мая 2019 года вместе с другими активистами стала мишенью нападения с применением огнестрельного оружия и гранат, в результате которого двое людей получили ранения.
В 2018 году её кандидатуру выдвигали в Конгресс Колумбии от Совета общины реки Юруманги (CCY) в союзе с движением кандидата в президенты Густаво Петро. В августе 2020 года Франсия Маркес объявила, что будет баллотироваться на президентских выборах 2022 года. Свою кандидатуру она официально выдвинула на Национальной феминистской конвенции в апреле 2021 года; поддержку ей и ещё одной кандидатке, Анхеле Марии Робледо, предложило движение «Мы готовы» (Movimiento Estamos Listas). «Альтернативный демократический полюс» также высказался за её кандидатуру. Она и её движение «Soy Porque Somos» вступили в коалицию «Исторический пакт для Колумбии» с другими левыми и левоцентристскими силами, чтобы избрать единого кандидата в президенты страны.
Маркес была приведена к присяге в качестве вице-президента 7 августа 2022 года. Она также назначена на должность министра по делам женщин и равноправию в кабинете Густаво Петро.